# Variante Delta do SARS-CoV-2
A variante B.1.617.2 ou Variante Delta é uma variante do vírus Sars-Cov-2 (causador da doença COVID-19). A variante também é chamada de "variante Indiana" um nome errôneo tendo em vista que a OMS não aconselha a utilização de nomes de países, lugares ou animais em doenças para evitar preconceitos, o que ocorria antigamente.
A variante B.1.617.2 até o momento de criação deste artigo, estava presente em 16 países.
Variante mais agressiva do vírus, estava infectando e matando pessoas cada vez mais jovens e saudáveis, isto trouxe um colapso sanitário na índia, onde a variante foi reconhecida. O mesmo havia acontecido meses antes no Brasil, com a variante P.1 descoberta em Manaus.

## Surgimento
Com o alto índice populacional da Índia, e com sua fragilidade socioeconômica, o vírus Sars-Cov-2 esteve muito tempo livre para circular pelo país, após a Índia virar o novo epicentro mundial da pandemia (posto que anteriormente era ocupado pelo Brasil), o vírus teve liberdade para desenvolver uma mutação, que seguida de mutações de variantes já violentas como a P.1 e a sua antecessora 501.V2, a variante B.1.617.2 foi considerada a variante mais violenta registrada até a atualidade.
Noticias que preocuparam os cientistas, que comprovaram que as variantes vem sofrendo mutações e ficando mais fortes, tendo em vista que cada dia que passa as variantes se tornam mais perigosas para os seres humanos.